# Telefonhybrid
Ein Telefonhybrid, auch Anschaltgerät (ANG) genannt, ist ein elektronisches Gerät, mit welchem Audiosignale einer Telefonverbindung einem normgerechten Audioausgang zur weiteren Verarbeitung zugeführt werden können. Gleichzeitig kann dem Gesprächspartner am anderen Ende der Telefonverbindung ein externes Audiosignal zugeführt werden.

## Verbreitung und Anwendungsgebiete
Telefonhybride findet man vor allem in Hörfunkstudios und Fernseh-Regien. Anwendungsgebiete sind hier Telefon-Interviews, Quiz-Spiele und Umfragen. Meistens wird folgendermaßen verfahren: Das Tonsignal aus dem Hybrid wird dem Sendemischpult zugeführt, während die Sendesumme dem Telefonhybrid zugeführt wird. Der Gesprächspartner ist bei Bedarf auf Sendung hörbar und hört alles, was gesendet wird, also auch den Moderator, der mit ihm sprechen möchte. Der Moderator kann das Gespräch also führen, ohne dass er einen Telefonhörer benötigt. Er spricht ganz normal in das Sendemikrofon und hört den Gesprächspartner über seinen Kopfhörer bzw. die Beschallung.

## Technische Ausführung

Gabelschaltung als Prinzip eines analogen Telefonhybrids

Technisch wird von einem Telefonhybrid verlangt, dass es die aus- und eingehenden Telefonsignale so gut wie möglich voneinander entkoppelt, um Rückkopplungen zu vermeiden. Deswegen ist ein konventionelles Telefon auch in der Regel nicht für die Aufgaben eines Telefonhybrids modifizierbar.
Es gibt in der Regel drei verschiedene Leitungsschnittstellen, die verwendet werden: analoge a/b-Leitungsschnittstellen (POTS), ISDN-Schnittstellen oder Ethernet-Schnittstellen für die Voice-over-IP-Technologie. Die Geräte können über eine Software gesteuert werden, einige Geräte besitzen zudem eine eigene Wähltastatur und die komplette Ausstattung eines herkömmlichen Telefons, während andere lediglich im Umfeld einer Telefonanlage arbeiten können zwecks Aufschaltung eines eingehenden/ausgehenden Gesprächs.
Telefonhybride gibt es zudem als „aktive“ elektronische Baugruppen, welche separat mit Betriebsspannung versorgt werden müssen. Die „passiven“ und somit günstigeren Geräte werden über die Sprechkreisstromversorgung der Speisung mit der erforderlichen Betriebsspannung versorgt. Die Funktion von passiven Geräten kann erheblich eingeschränkt werden, wenn diese z. B. an Telefonanlagen betrieben werden, deren Sprechkreisstromversorgung nur ungenügend – z. B. nur für den Betrieb von einfachen Telefonapparaten – ausgelegt ist.
 Insgesamt ist der Leistungsumfang, die Qualität und Regelung der Audiosignale bei aktiven Telefonhybriden den passiven Geräten weit überlegen.
 Bei passiven Geräten ist durchgehend ein analoger und bauteilsparsamer Schaltungsaufbau zu finden. Aktive Geräte zeichnen sich – unabhängig von überwiegend analoger oder digitaler Signalverarbeitung – durch hochwertigere Bauteile und aufwendigeren Schaltungsaufbau sowie durch mehr Einstellmöglichkeiten bei den einzelnen elektronischen Teilschaltungen des Hybrids aus.

## Leistungsmerkmale
Unterschiedliche Leistungsmerkmale erweitern den Einsatz des Hybriden. Einige Geräte verfügen daher über einen Call Detector, um eingehende Anrufe mit einem optischen Signal zu kennzeichnen. Das hierfür erzeugte Signal „Incoming-Call“ ermöglicht dann weitere Funktionen. So verfügen professionelle Geräte über eine „Auto-Call“ Funktion, die nach einer einstellbaren Anzahl von Anrufen eine selbsttätige Leitungsbelegung durchführt. Dies ist in einem Selbstfahrerstudio nützlich, da sich der Moderator ganz auf die Sendung konzentrieren kann.
Weiterhin werden auch Kompressoren und Expanderschaltungen in den Signalwegen eingesetzt, um eventuelle Übersteuerungen und Lautstärkeschwankungen der Sende- und Empfangwege auszugleichen. Um eine optimale Anpassung an die Eigenschaften der Telefonleitung sicherzustellen, werden oft in beide Richtungen Filterblöcke eingesetzt. Diese lassen nur Frequenzen im Bereich von 300 bis 3400 Hz passieren. Daher klingt ein professioneller Hybrid generell besser, als Adapterschaltungen mit einfachen Übertragern.
Der Abgleich der Telefonleitung erfolgt entweder automatisch mit Hilfe einer Sample&Hold-Schaltung – oder manuell durch einige Trimmer. Dabei wird die Übergangsdämpfung der Gabelschaltung zwischen dem Sende- und Empfangssignal optimiert.
Professionelle Broadcastsysteme verwenden die spezielle N−1-Schaltung ("N" minus 1), auch geläufig als "Cleanfeed" bzw. "Mix-Minus". Hier stellt das Mischpult zwei Ausgangssignale zur Verfügung, die sich durch den Anteil des Telefonkanals unterscheiden. Zum Hybriden wird das gesamte Produktionssignal des Senders geschickt – nur, dass hier das Telefonsignal fehlt. (Es gibt auch Anwendungen, bei denen nur das Signal des Sprechermikrofons auf das Hybrid gelegt wird. Allerdings sind dann Zuspielungen aus dem laufenden Programm – Musik/Ratequiz Geräusche… – nicht möglich).
Durch die N−1 Schaltung wird eine Rückkopplungsschleife vermieden. Daher lassen sich die professionellen Telefonhybride ohne „Interne N-1“ Bildung nicht an einfachen Mischpulten (semiprofessionelle Pulte ohne AUX-Wege) ohne Schwierigkeiten betreiben. Es entsteht eine Schleife, die auf der Telefonleitung zu einem Resonanzpunkt führt. Wird nun der zugewiesene Kanal für die Telefonleitung (vom Hybrid) aufgeschoben, entsteht durch die entstehende Rückkopplung ein Pfeifen. Es gibt auch externe N-1-Boxen, die durch aktive Subtraktion das benötigte Signal erzeugen. Die Schaltungen werden häufig mit Differenzverstärkern realisiert, wobei Operationsverstärker zum Einsatz kommen.
Die Anschaltung an eine analoge Telefonleitung erfolgt entweder parallel oder als Zusatzgerät in der N-Steckbuchse einer TAE-Dose. Auch Klemmanschlüsse werden verwendet, wenn der Hybrid in einer festen Installation betrieben wird.